# Église Saint-Vincent-de-Paul sur l'Aventin
L'église Saint-Vincent-de-Paul sur l'Aventin (italien : San Vincenzo de Paoli all'Aventino) est un édifice religieux catholique de la ville de Rome, située sur la colline de l'Aventin, dans le rione de Ripa.